# Channel One Studios
Channel One es un estudio de grabación en la avenida Maxfield, en West Kingston, Jamaica. El estudio fue establecido por los hermanos Hoo Kim en 1972, y tuvo una profunda influencia en el desarrollo del reggae.

## Historia
Los padres de Joseph Hoo Kim tenían un bar y una tienda de helados en Kingston, y Joseph quiso abrir un estudio tras visitar Dynamic Sound con John Holt. Compró una consola API por 38000 dólares y permitió que viniesen productores a grabar en Channel One gratuitamente para que se hiciese conocido. Cuando abrió el estudio la mesa de grabación era capaz de grabar 4 canales. Hubo problemas de grabación al principio, Bunny Lee grabó un álbum con Alton Ellis pero no lo lanzó por el sonido del estudio. Conforme pasó el tiempo los problemas se resolvieron y el primer hit fue "It's A Shame" de Delroy Wilson, en 1973.
En 1975, el equipo de grabación se mejoró a 16 canales, lo que permitió a los ingenieros grabar cada instrumento por separado, haciendo más elaboradas las mezclas de dub y generando el sonido rockers. De acuerdo al libro de 2006 de Moskowitz Caribbean Popular Music, el estudio empezó a ser ampliamente conocido a partir de 1976, con el tema Right Time de The Mighty Diamonds.
Aquí venían a grabar productores desde Augustus Pablo a Vivian "Yabby You" Jackson, pasando por Niney, Jack Ruby, Prince Jammy o Bunny Lee. En este lugar serán grabados la mayor parte de los riddims de la década, grabándose las voces usualmente en el estudio de King Tubby. Dos de las mejores bandas de estudio de la época trabajaron aquí: The Revolutionaries y Roots Radics.
Channel One es también el nombre del sound system y de su sello, con el que editaron álbumes de 1976 a 1984.